# Liste der Monuments historiques in Offemont
Die Liste der Monuments historiques in Offemont führt die Monuments historiques in der französischen Gemeinde Offemont auf.

## Liste der Bauwerke
| Bezeichnung                    | Beschreibung | Standort | Kennzeichnung | Schutzstatus | Datum | Bild           |
| ------------------------------ | ------------ | -------- | ------------- | ------------ | ----- | -------------- |
| Wegekreuz                      | Stein, 1712  | (Lage)   | PA00101154    | Inscrit      | 1964  | weitere Bilder |
| Gallo-römische Töpferwerkstatt |              |          | PA00101153    | Inscrit      | 1987  |                |
| Gallo-römischer Tempel         |              | (Lage)   | PA00101155    | Inscrit      | 1987  | weitere Bilder |